# Elecciones estatales de Michoacán de 1974
Las elecciones estatales de Michoacán de 1974 se realizaron el domingo 7 de julio de 1974 y en ellas se renovaron los siguientes cargos de elección popular del estado mexicano de Michoacán:
- Gobernador de Michoacán. Titular del Poder Ejecutivo del estado, electo para un periodo de seis años, sin derecho a reelección.
- 113 ayuntamientos. Integrados por un presidente municipal y un grupo de regidores, electos para un periodo de tres años no reelegibles para el periodo inmediato.
- 16 diputados del Congreso del Estado. Electos por mayoría relativa en cada uno de los distritos electorales para integrar la LX Legislatura.

## Resultados

### Gobernador
|  | 97.91 % |

|  | 0.68 % |

|  | 98.61 % |

|  | 1.39 % |

### Congreso estatal
|  | 97.81 % |

|  | 0.78 % |

|  | 98.59 % |

|  | 1.41 % |